# Divisão de Pesquisa de Furacões
A Divisão de Pesquisa de Furacões (em inglês Hurricane Research Division HRD) é uma seção do Laboratório Oceanográfico e Meteorológico do Atlântico (AOML) em Miami, Flórida, e é o foco da Administração Nacional Oceânica e Atmosférica dos EUA (NOAA) para pesquisa de ciclones tropicais. A divisão de trinta membros não faz parte do National Hurricane Center, mas coopera estreitamente com eles na execução de seu programa de campo anual e na transição dos resultados da pesquisa para ferramentas operacionais para os meteorologistas de furacões. O HRD foi formado a partir do National Hurricane Research Laboratory em 1984, quando foi transferido para a AOML e unificado com os laboratórios oceanográficos.
Em agosto de 1992, as instalações da AOML/HRD sofreram danos moderados após a passagem do furacão Andrew pelo sul do Condado de Dade, Flórida, no entanto, apesar da interrupção pessoal significativa nas vidas de quase todos os membros de sua equipe, os voos de reconhecimento da HRD continuaram em Andrew até ele atingiu a costa final ao longo da costa da Louisiana vários dias depois.
Durante a década de 1990, a equipe do HRD continuou a refinar seus modelos de previsão e, apesar de um período que incluiu a aposentadoria ou transferência de vários membros importantes da equipe de pesquisa de longa data, realizou vôos de pesquisa em vários furacões notáveis daquela década, incluindo o furacão Opal (1995) e furacão Georges (1998).
Durante a desastrosa temporada de furacões no Atlântico de 2005, a equipe do HRD voou em missões contínuas no infame furacão Katrina, que forneceu dados inestimáveis que continuam a ser estudados em suas instalações em Miami.
A cada temporada de furacões, o HRD realiza um programa de campo anual durante o qual coleta informações sobre ciclones tropicais (especialmente furacões no Atlântico) para melhorar a compreensão científica de sua formação, estrutura e dinâmica. Os dados são coletados de satélites, radar terrestre, torres eólicas e de aeronaves. Eles arquivam informações de voo dos Caçadores de Furacões da Reserva da Força Aérea e planejam e participam de voos de pesquisa nos aviões do Centro de Operações de Aeronaves da NOAA. A frota atual consiste em dois turboélices quadrimotores Orion P-3, que podem voar diretamente no olho dos furacões, e um jato de alta altitude Gulfstream IV, usado para contornar ciclones tropicais, lançando pacotes de instrumentos chamados dropsondes.
Quando não estão envolvidos em operações de campo, os cientistas de HRD e os programadores de computador processam e interpretam as informações que coletaram. Eles também trabalham em estudos teóricos e produzem simulações de computador de ciclones tropicais e clima tropical. Neste trabalho, eles colaboram com cientistas de muitas outras instituições governamentais e acadêmicas de todo o mundo. Os resultados de suas pesquisas são apresentados em conferências e publicados na literatura científica.